# Erannis fuscata
Erannis fuscata là một loài bướm đêm trong họ Geometridae.